# Das Tal der Angst

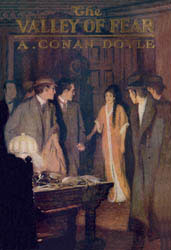
Illustrierter Buchtitel der englischen Originalausgabe The Valley of Fear.

Das Tal der Angst (Originaltitel: The Valley of Fear) ist der vierte und letzte Roman von Sir Arthur Conan Doyle, in welchem die Figuren Sherlock Holmes und Dr. Watson auftauchen. Die Geschichte wurde erstmals zwischen September 1914 und Mai 1915 im englischen Strand Magazine veröffentlicht und erschien als Buchausgabe in London und New York  1915.

## Inhalt
Das Werk ist aus zwei Teilen aufgebaut:
- Teil 1: Die Tragödie von Birlstone
- Teil 2: Die Scowrers

Der Haupthandlungsstrang, welcher im ersten Teil beschrieben wird, spielt im Jahre 1888 in der englischen Grafschaft Sussex, während der zweite Teil aus einer Rückblende in das Jahr 1875 besteht. Der zweite Teil ist geographisch im amerikanischen Pennsylvania angesiedelt.
Im ersten Teil wendet Sherlock Holmes seine detektivischen Fähigkeiten Deduktion und Logik an, um den Mord an Mr. Douglas von Birlstone Manor House aufzuklären. Der Tote wurde in seinem Haus durch den Schuss einer abgesägten Schrotflinte in den Kopf getötet, wobei das Gesicht des Toten völlig entstellt wurde. Holmes findet schließlich heraus, dass es sich bei dem Toten gar nicht um Douglas handelt, sondern um einen gewissen Ted Baldwin, den im Handgemenge der tödliche Schuss getroffen hatte. Douglas selbst hatte sich danach im Einvernehmen mit seiner Ehefrau und seinem Freund  Cecil Barker im Haus verborgen gehalten, um die Öffentlichkeit im Glauben zu lassen, er sei tot. Wie er selbst trug der Tote nämlich ein rätselhaftes Brandzeichen am Unterarm, das beide als Mitglieder eines Geheimbundes auswies.
Nach der Identitätsfeststellung des Toten wendet sich der Handlungsstrang der Verbindung zwischen Opfer und Täter zu. Das Motiv der Bluttat wird mittels einer Rückblende in die Vergangenheit einer zunächst unbekannten Person offenbart. Entscheidend für den Verlauf der Geschichte ist die verbrecherisch geführte „Freimaurerloge 341, Vermissa“ im Kohlerevier Vermissa Valley, Pennsylvania. Der Leser nimmt ausführlich teil am Aufstieg des scheinbar aus Chicago kommenden Falschmünzers und Mörders Jack McMurdo innerhalb dieser Freimaurerloge, die mit mafiosen Methoden und häufigen Mordanschlägen eine Bergbauregion terrorisiert. Erst zuletzt stellt sich heraus, dass es sich bei McMurdo in Wirklichkeit um einen Detektiv von Pinkerton namens Birdy Edwards handelt, welcher so die als „Scowrers“ bekannte Freimaurer-Bande überführt. Während deren berüchtigter Boss McGinty gehängt wird, entgehen andere dem Galgen, darunter McMurdos/Edwards’ Rivale um die schöne Ettie Shafter, Ted Baldwin.
In geraffter Form wird die weitere Vorgeschichte erzählt. Edwards heiratete Ettie, die einige Jahre später starb. Er selbst lebte dann unter dem Namen John Douglas in Kalifornien, wo er seinen Geschäftspartner Cecil Barker kennenlernte und ein Vermögen anhäufte. Vor den überlebenden, rachsüchtigen Logenmitgliedern ständig auf der Flucht, übersiedelte er dann nach Sussex, wo er seine zweite Gemahlin fand und fünf Jahre als Gutsherr lebte. Dort erfolgte der im ersten Teil geschilderte Anschlag.
In einem Epilog wird das endgültige Schicksal von Douglas nachgetragen. Auf Holmes’ Rat hin verließen er und seine Frau England in Richtung Kapstadt, doch im Sturm vor St. Helena ging Douglas unter mysteriösen Umständen über Bord. Holmes ist sich sicher, dass es das Werk seines Erzfeindes Professor Moriarty war, da er schon zu Beginn seiner Nachforschungen einen entsprechenden Hinweis erhielt.
Die Struktur dieses letzten Romans mit Sherlock Holmes – d. h. ein Verbrechen, dessen Hintergründe sich erst nach einer ausufernden Rückblende erschließen – ist bewusst an den ersten Roman um den Detektiv, Eine Studie in Scharlachrot, angelehnt. Robert Gregg interpretiert diese Geschichte als Ausdruck von Conan Doyles Furcht vor der Zerstörung der „Zivilisierten Gesellschaft“, für ihn die Viktorianische,  durch Geheimorganisationen und Aufstände.

## Verfilmungen
- 1916: The Valley of Fear, britischer Stummfilm von Alexander Butler, mit Harry Arthur Saintsbury als Sherlock Holmes. Der Film gilt als verschollen.

Der 1962 in deutscher Sprache entstandene Film  Sherlock Holmes und das Halsband des Todes von Regisseur Terence Fisher mit Christopher Lee in der Hauptrolle basiert lose auf dem Roman Das Tal der Angst. 1983 entstand eine australische Zeichentrickfassung des Romans (deutscher Titel: Im Tal der Angst).
Diese Geschichte der Molly Maguires – der historischen Vorgänger der Scowrers – wurde in den USA mit Sean Connery nach einer Vorlage von Arthur H. Lewis unter dem Titel Verflucht bis zum jüngsten Tag (engl.: The Molly Maguires; USA, 1970) verfilmt.

## Deutschsprachige Ausgaben
- Das Tal des Grauens. Dürr & Weber, Berlin 1926
- Das Tal der Furcht. Deutsch von Heinz Kotthaus. Blüchert, Hamburg 1960
- Das Tal der Angst. Neu übersetzt von Hans Wolf. Haffmans, Zürich 1986, ISBN 3-251-20103-4
  - Neuausgabe: Kein & Aber, Zürich 2005, ISBN 3-0369-5146-6
  - Als Taschenbuch: Insel, Frankfurt am Main 2007, ISBN 3-458-35016-0
- Arthur Conan Doyle: Sherlock Holmes – Die Romane – Eine Studie in Scharlachrot – Das Zeichen der Vier – Der Hund der Baskervilles – Das Tal des Grauens (Übersetzung  Margarete Jacobi, H. O. Herzog), Anaconda-Verlag 2013, ISBN 978-3-7306-0030-6
- Arthur Conan Doyle: Das Tal der Angst: Illustrierte Ausgabe (Übersetzung: Hannelore Eisenhofer), 2014, ISBN 978-3-86820-197-0
- Das Tal der Angst. Übersetzt von Henning Ahrens, Fischer Taschenbuch, Frankfurt am Main 2017, ISBN 978-3-596-03567-0
- Das Tal der Angst (Übersetzung: Susanne Luber), in: Sherlock Holmes – Die Romane. Leipziger Ausgabe in fünf Bänden. Band 4, Haffmans Verlag bei Zweitausendeins, Leipzig 2021, ISBN 978-3-96022-017-6.
- Das Tal der Angst. Coppenrath, Münster 2023, ISBN 978-3-649-64605-1.